# Nimboa macroptera
Nimboa macroptera är en insektsart som beskrevs av H. Aspöck och U. Aspöck 1965. Nimboa macroptera ingår i släktet Nimboa och familjen vaxsländor. Inga underarter finns listade i Catalogue of Life.